# Золотой век общей теории относительности
Золотой век общей теории относительности — период примерно с 1960 до 1975 года, в течение которого исследования в общей теории относительности, ранее считавшейся интересной, но далёкой от практики областью, вошли в главное русло теоретической физики. Во время этого периода были представлены многие понятия и термины, перевернувшие наше представление о природе Вселенной, в которой мы живем. Среди этих понятий — черные дыры и пространственно-временная сингулярность. В то же самое время в разряд серьёзных физических наук входит космология, и теория Большого взрыва становится общепринятой. Окончанием золотого века принято считать открытие Стивеном Хокингом излучения Хокинга.

## Смена парадигмы
Во время золотого века общей теории относительности произошло несколько смен парадигмы научного мировосприятия. Первая и самая главная смена — теория Большого Взрыва становится общепринятой космологической моделью. Другие ключевые парадигмы включают признание следующих понятий:
- Роль кривизны в общей теории относительности;
- Теоретическая важность чёрных дыр;
- Важность применения геометрического аппарата, отличие локальной структуры пространства-времени от глобальной структуры пространственно-временного континуума;
- Признание космологии как физической науки.

Золотой век стал свидетелем появления первой серьёзной теории, бросающей вызов общей теорией относительности — теории Бранса — Дикке, а также серии экспериментальных проверок теорий гравитации. В тот же самый период было сделано множество захватывающих открытий в наблюдательной астрономии:
- Квазары (объекты размером с солнечную систему и светимостью в несколько сотен галактик, настолько далекие, что их свет шел к нам миллиарды лет);
- Пульсары (которые позже были интерпретированы как вращающиеся нейтронные звёзды);
- Первые кандидаты в чёрные дыры, Лебедь X-1;
- Реликтовое излучение, свидетельство Большого Взрыва и последующего расширения Вселенной.

## Последовательность событий
Некоторые из основных событий, которые произошли в золотой век теории относительности:
- 1956: Джон Лайтон Синг публикует первый текст по теории относительности, в котором подчёркивается важность пространственно-временных диаграмм Минковского и геометрических методов.
- 1957: Феликс Пирани использует классификацию Петрова-Пирани-Пенроуза гравитационных полей для исследования гравитационного излучения.
- 1957: Ричард Фейнман предлагает аргумент про трость с набалдашником в пользу гравитационных волн.
- 1959: Луис Бел представляет тензор Бела — Робинсона и разложение Бела тензора Римана.
- 1959: Артур Комар вводит понятие массы Кома́ра.
- 1960: Эксперимент Паунда и Ребки, первый точный тест гравитационного красного смещения.
- 1960: Экспериментально подтверждён эффект Шапиро.
- 1960: Томас Мэттьюз и Алан Сандаж отождествляют 3C 48 с точечным изображением в оптическом диапазоне и показывают, что размер источника радиоизлучения не превышает 15 световых минут.
- 1960: Мартин Крускал и Дьёрдь Секереш независимо находят координаты Крускала — Секереша для метрики Шварцшильда.
- 1960: Карл Бранс и Роберт Дикке представляют теорию Бранса — Дикке, первую физически приемлемую альтернативную теорию гравитации с ясной физической мотивацией.
- 1961: Паскаль Иордан и Юргенс Элерс разрабатывают кинематическое разложение пучка времениподобных траекторий.
- 1962: Роджер Пенроуз и Эзра Ньюмен представляют формализм Ньюмена — Пенроуза.
- 1962: Элерс и Вольфганг Кундт классифицируют симметрии пространств Pp-волн.
- 1962: Джошуа Голдберг и Райнер Сакс доказывают теорему Голдберга — Сакса.
- 1962: Элерс предлагает преобразование Элерса, новый метод генерации решений уравнений Эйнштейна.
- 1962: Корнелий Ланцош вводит потенциал Ланцоша для тензора Вейля.
- 1962: Ричард Арновитт, Стенли Дезер и Чарльз Мизнер разрабатывают АДМ-формализм уравнений Эйнштейна и понятие глобальной гиперболичности.
- 1962: Озват и Энглберт Шуклинг заново открывают решение для монохроматических гравитационных волн с круговой поляризацией.
- 1962: Ханс Адольф Бухдаль доказывает теорему Бухдаля.
- 1962: Герман Бонди вводит понятие массы Бонди — Сакса.
- 1963: Рой Керр открывает метрику Керра — решение уравнений Эйнштейна в вакууме, описывающее чёрную дыру с угловым моментом.
- 1963: Красное смещение 3C 273 и других квазаров показывает, что это чрезвычайно далекие объекты, в то же время невероятно мощные.
- 1963: Ньюман, Т. Унти и Л. А. Тамбурино представляют пространство Ньюмана — Унти.
- 1963: Роджер Пенроуз вводит диаграммы Пенроуза и пределы Пенроуза.
- 1964: Р. В. Шарп и Мизнер вводят понятие массы Мизнера — Шарпа.
- 1964: Роджер Пенроуз доказывает первую теорему о сингулярности.
- 1964: М. А. Мелвин открывает электровакуум Мелвина (также называемый магнитная вселенная Мелвина).
- 1965: Ньюман и другие открывают электровакуумное решение Керра — Ньюмана.
- 1965: Пенроуз исследует структуру световых конусов в континууме плоской гравитационной волны.
- 1965: Керр и Альфред Шильд представляют пространство-время Керра — Шильда.
- 1965: Чандрасекар определяет критерий стабильности решений.
- 1965: Арно Пензиас и Роберт Вильсон открывают реликтовое излучение.
- 1966: Сакс и Рональд Кантовски находят пылевое решение Кантовски — Сакса.
- 1967: Джоселин Белл и Энтони Хьюиш открывают пульсары.
- 1967: Роберт, Н. Бойер и Р. Линдквист представляют координаты Бойера — Линдквиста[фр.] для вакуума Керра.
- 1967: Вернер Израэль доказывает теорему о том, что «у чёрной дыры нет волос».
- 1967: Кеннет Нордтведт разрабатывает параметризованный постньютоновский формализм.
- 1967: Ханс Стефани открывает пылевое решение Стефани.
- 1967: Брайс Девитт публикует первую работу по канонической квантовой гравитации.
- 1968: Ф. Эрнст открывает уравнение Эрнста.
- 1968: Б. Кент Гаррисон открывает преобразования Гаррисона, метод генерации точных решений.
- 1968: Б. Картер решает уравнение геодезических в электровакууме Керра — Ньюмана.
- 1968: Хьюго Д. Вальквист находит решение Вальквиста с идеальной жидкостью.
- 1969: Джозеф Вебер сообщает о наблюдении гравитационных волн (не подтверждённое и, по видимому, ошибочное сообщение).
- 1969: Уильям Боннор представляет световой луч Боннора.
- 1969: Пенроуз выдвигает (слабую) гипотезу космической цензуры и процесс Пенроуза.
- 1969: Стивен Хокинг доказывает теорему о неубывании площади поверхности чёрной дыры.
- 1969: Мизнер представляет космологическую «модель перемешанного мира» (mixmaster universe).
- 1970: Франко Дзерилли выводит уравнение Дзерилли.
- 1970: Владимир Белинский, Исаак Халатников и Евгений Лифшиц предлагают гипотезу о сингулярности Белинского — Халатникова — Лифшица.
- 1970: Хокинг и Пенроуз доказывают теорему о том, что захваченные поверхности должны порождать чёрные дыры.
- 1970: Фотонная ракета Киннерсли — Уокера.
- 1970: Дьёрдь Секереш представляет сталкивающиеся плоские волны.
- 1971: Появление решения вакуума Хана — Пенроуза, простого континуума сталкивающихся плоских волн.
- 1971: Роберт Гоуди представляет вакуумные решения Гоуди (космологические модели с циркуляцией гравитационных волн).
- 1971: рентгеновский источник Cygnus X-1 после открытия его быстрой переменности (при помощи спутника «Ухуру») стал серьёзным кандидатом на чёрную дыру.
- 1971: Вильям Пресс исследует осцилляции чёрной дыры численными методами.
- 1971: Алгоритм Харрисона — Эстабрука решения систем уравнений в частных производных.
- 1971: Джеймс Йорк предлагает конформный метод генерации начальных данных в АДМ-представлении проблемы начальных данных.
- 1971: Роберт Герох вводит понятие группы Героха и вместе с ней новый метод генерации решений.
- 1972: Джейкоб Бекенштейн выдвигает предложение, что закон неубывания энтропии выполняется и для чёрных дыр, причём роль энтропии играет площадь горизонта.
- 1972: Картер, Хокинг и Джеймс Бардин обосновывают четыре закона термодинамики чёрных дыр.
- 1972: Сакс вводит понятие оптического скаляра и доказывает теорему об отщеплении мультипольных моментов.
- 1972: Райнер Вайсс предлагает идею интерферометрического детектора гравитационных волн.
- 1972: Джозеф Хафеле и Ричард Китинг выполняют эксперимент Хафеле — Китинга с атомными часами для проверки теории относительности.
- 1972: Ричард Прайс изучает гравитационный коллапс при помощи вычислительного эксперимента.
- 1972: Саул А. Тьюколски выводит уравнение Тьюкольского.
- 1972: Яков Зельдович предсказывает возможность превращения гравитационного излучения в электромагнитное и наоборот.
- 1973: П. Вайдья и Л. К. Пател представляют решение Керра — Вайдьи для изотропной пыли.
- 1973: Чарльз Мизнер, Кип Торн и Джон Уилер публикуют фундаментальный труд Gravitation (Гравитация, издана на русском языке в 1977), ставшую стандартным учебником по современной теории относительности.
- 1973: Стивен Хокинг и Джордж Эллис публикуют монографию The Large Scale Structure of Space-Time (Крупномасштабная структура пространства-времени, вышла на русском в 1977 году).
- 1973: Герох представляет формализм Героха — Хелда — Пенроуза.
- 1974: Рассел Халсе и Джозеф Тейлор обнаруживают двойной пульсар PSR B1913+16.
- 1974: Джеймс Йорк и Нил О Мурчадха (Niall Ó Murchadha) представляют анализ задачи начальных данных и исследуют стабильность её решений.
- 1974: Р. О. Хансен представляет мультипольные моменты Хансена — Героха.
- 1974: Туллио Редже изобретает исчисление Редже.
- 1974: Хокинг предсказывает излучение Хокинга.
- 1975: Чандрасекар и Стивен Детвайлер вычисляют квазинормальные моды чёрной дыры.
- 1975: Секереш и Д. А. Шафрон (D. A. Szafron) открывают пылевое решение Секереша — Шафрона.
- 1976: Пенроуз вводит пределы Пенроуза (каждая изотропная геодезическая в псевдоримановом многообразии ведет себя как плоская волна).
- 1978: Белинский и Захаров показывают, как можно решить уравнения Эйнштейна при помощи обратной задачи рассеяния; первые гравитационные солитоны.
- 1979: Ричард Шон и Яу Шинтун доказывают теорему о положительности энергии гравитационного поля.